# Gennes (Maine e Loira)
Gennes è un ex comune francese di 2 071 abitanti situato nel dipartimento del Maine e Loira nella regione dei Paesi della Loira. Dal 1º gennaio 2018, il comune forma con Saint-Martin-de-la-Place e Les Rosiers-sur-Loire il nuovo comune di Gennes-Val-de-Loire.

## Storia

### Simboli
Lo stemma del comune, registrato nell'Armorial de France del 1696, si blasona: di nero, alla salamandra d'oro, nella sua pazienza di rosso. Esso riprende il blasone degli antichi signori di Gennes, risalente al XVII secolo, a sua volta ispirato alla celebre impresa di re Francesco I di Francia.

## Società

### Evoluzione demografica
Abitanti censiti